# ポンプ-プローブ分光法
ポンプ-プローブ分光法(英: pump-probe spectroscopy)とは、ピコ秒～アト秒の時間領域の現象を理解するための基礎科学研究の技術の一つ。光化学分野で広く用いられる。超短パルスレーザーを駆使した過渡吸収分光法の一部がポンプ-プローブ分光法に含まれることがある。これを用いると、化学反応の生じる過程を実時間計測できる。

## 原理
ポンプ-プローブ分光法では、ポンプ光で物質を励起させ、プローブ光で観測する。ポンプ光・プローブ光共に短いパルス光を用いることで時間分解能をフェムト秒領域まで高めることができる。プローブ光の時間を変化させることで、光反応の開始・終了（過渡種の生成・消失）を追跡できる。また、時間を固定して中間状態の電子状態を観測することができる。
ポンプ-プローブ分光法では反応の様子を切り取って観測できる点で賞賛を浴びた。
この手法自体は1949年にジョージ・ポーターらによって導入されていたが、当時はマイクロ秒単位の遅延時間だった。
1960年にレーザーが発明され、その発展によってより細かいフェムト秒単位の時間分解能を得た。
ポンプ光・プローブ光の短縮や波長変換には超短パルスレーザーの非線形光学効果が利用され、これにより時間分解能が向上している(ポッケルス効果)。
また、プローブ光の発生には光パラメトリック効果が用いられることがある。